# ドテチン (パチンコライター)
ドテチン（1976年1月3日 -）は、日本の男性パチンコライター。所属は「パチマガスロマガ」。

## 人物
1987人創刊された雑誌『パチンコ攻略マガジン』の機種攻略を担当する「パチマガ攻略軍団」の軍団長を長年勤める実力派ライター。トークの安定感には定評があり、番組ではMCを務めることも多い。おだやかな人柄で周囲を安心させる存在。パチンコにはかなり詳しいが、玉の動きを楽しめるアナログ機を特に愛する。プライベートでは2人の男の子のパパでもあり、家庭的な一面も。

## タクシー運転手
2020年、コロナ禍に2種免許を取得し、タクシー会社に就職。ライターとタクシー運転手の二足のわらじで頑張っている。ドテチンが運転するタクシーは関係者の間で「ドテタク」との愛称で呼ばれ、重宝されている。